# Lenguas bangi-ntomba
Las lenguas bangi-ntomba o bangi-mongo son un grupo de lenguas bantúes habladas en la República Democráctica del Congo y la República del Congo. Estas lenguas fueron codidicadas como zona C.30 en la clasificación de Guthrie e incluyen como lengua demográficamente importante el idioma lingala, una de las cuatro lenguas nacionales de la Rep. Dem. del Congo y una de las dos lenguas nacionales la Rep. del Congo.
De acuerdo con Nurse y Philippson (2003), dejando a un lado las lenguas ngondi-ngiri) y el idioma budza (buja), y junto con las lenguas mongo-nkundu forman un grupo filogenético válido.

## Lenguas del grupo
- Zamba-Binza: Losengo (Losengo, Loki/Boloki, Ndolo), Binza, Dzamba (Zamba)
- Bangi-Moi: Bangi, Mbompo (Mpombo), Moi, Mpama (Pama), (C20) Kuba
- Sakata
- Mongo: Sengele, Ntomba-Bolia, (C60) Mongo (Nkundo) (?Bafoto), (C70) Kela

El lingala y el bangala se desarrollaron como lenguas de comercio, sobre la base del vocalbulario del grupo bangi.

## Comparación léxica
Los numerales en diferentes lenguas bangi-mongo son:
| GLOSA | Bangi   | Bangi   | Sakata | Mongo     | Mongo  | PROTO- BANGI-MONGO |
| GLOSA | Bangala | Lingala | Sakata | Sengele   | Nkundo | PROTO- BANGI-MONGO |
| ----- | ------- | ------- | ------ | --------- | ------ | ------------------ |
| '1'   | mɔ́kɔ́    | mɔ́kɔ́    | némo   | ɛmɔ̌       | ɔmɔ́ko  | *mɔ-ko             |
| '2'   | míbalɛ́  | míbalɛ́  | ipé    | ípě       | báfé   | *-bale             |
| '3'   | mísátu  | mísátu  | isar   | ísáto     | basátu | *satu              |
| '4'   | mínɛ    | mínɛ    | ini    | ínɛi      | banei  | *nei               |
| '5'   | mítánu  | mítánu  | iʦir   | ítáno     | batáno | *tano              |
| '6'   | mɔtɔ́bá  | mɔtɔ́bá  | isoŋ   | ísama     | botoá  | *-tɔba             |
| '7'   | sambɔ   | sambɔ   | keʃo   | ísambiálé | sambó  | *sambale           |
| '8'   | mwambɛ  | mwambɛ  | kéné   | ŋwǎmbi    | mwámbi | *mwambi            |
| '9'   | libwá   | libwá   | leva   | iwuá      | libwá  | *li-bwa            |
| '10'  | zɔ́mi    | zɔ́mi    | jõ     | diǒɱ(u)   | ʣómi   | *ʣomi              |